# Pilgerodendron uviferum
Pilgerodendron uviferum je stálezelený, dvoudomý strom, endemit z jihoamerické Patagonie. Je jediný druh monotypického rodu Pilgerodendron z čeledi cypřišovitých. Vyskytuje se na Americkém kontinentu ze všech stromů nejjižněji, jeho areál sahá až k 54° jižní zeměpisné šířky, až do rašelinišť a bažin Ohňové země s velmi drsným podnebím.

## Rozšíření
Roste nejvíce v Chile, v západních oblastech u pobřeží Tichého oceánu i na východě v Andách, přibližně od 40° po 54° jižní šířky a v menším počtu i v západní Argentině od 41°do 47° jižní šířky. Jeho nespojitý areál probíhá poledníkovým směrem a je dlouhý okolo 1600 km.

## Ekologie
Strom je dlouhověký, jsou známí jedinci stáří kolem 500 let. Ke zdárnému růstu potřebuje průběžně dostatek vody a proto nejčastěji roste v močálech, rašeliništích a poblíž potoků, řek a jezer. Jeho kořeny často zasahují přímo do vodního toku. Dobře se mu daří v chladných oblastech s pravidelnými srážkami, bez ujmy překoná jen asi měsíční období sucha. Dospělý jedinec žádá plné oslunění. Je odolný vůči chladu, snáší pokles teploty až k -20 °C a pokrytí sněhem i po dobu až osmi měsíců. Je rozšířen v nadmořské výšce od 20 po 2000 m n. m.

## Popis
Dvoudomý strom dorůstající do výšky 10 až 20 m, který může mít výčetní tloušťku kmene až 1 m. Jeho tenká, tmavohnědě zabarvená kůra se odlupuje v dlouhých pruzích. korunu má úzce kuželovitou, u starých stromů nepravidelnou, větévky štíhlé a výrazně čtyřhranné. Listy jsou šupinovité, tmavě zelené s řadami bělavých průduchů na spodní straně a jsou střechovitě uspořádané ve čtyřech řadách. Bývají vejčité nebo široce kopinaté, celokrajné, na koncích tupé, 2 až 4 mm dlouhé a 1,5 až 3 mm široké.
Samčí šištice vyrůstající na koncích větví jsou válcovité, vysoké 5 až 10 mm a 2 mm tlusté, v dospělosti žlutohnědé a obsahují 12 až 20 prašných pouzder. Samčí šištice jsou rovněž terminální a válcovité, vysoké 8 až 12 mm, tlusté 5 mm a mají čtyři semenné šupiny. Dozrávají do jednoho roku po opylení, horní dvě ze čtyř plodných šupin obvykle obsahují po dvou žlutohnědých, 4 mm dlouhých trojúhelníkovitých semenech s nestejnými blanitými křidélky.

## Ohrožení
Dřevo stromů je velmi trvanlivé a kvalitní, je odolné proti houbovitým chorobám i živočišným škůdcům, bylo proto již od 17. století hojně využíváno. Stavěly se z něho mosty, telegrafní sloupy i sloupky k oplocení pozemků, používalo se k výrobě lodí i nábytku. V severních oblastech jsou velké lesní plochy úmyslně vypalovány s cílem získat zemědělskou půdu a pasoucí se zvířata bývají zaháněna do řídkých lesů, kde spásají mladé stromky. Hodně škod také zapříčiňuje odvodňování pozemků a devastace okolí při stavbě silnic.
Odhaduje se, že od počátku 20. století došlo ke zmenšení jeho populace o více než 30 % a současné stavy se i nadále snižují. Proto je Pilgerodendron uviferum podle IUCN považován za zranitelný druh (VU) a od roku 1998 se na něj vztahuje i CITES (příloha I).

## Taxonomie
Některými zdroji bývá tento taxon stále řazen do rodu pazeravec (Libocedrus) jako L. uvifera; proti tomu však mluví některé morfologické odlišnosti a velká geografická izolace přes celý Tichý oceán (ostatní zástupci rodu Libocedrus se vyskytují jen na Novém Zélandu a Nové Kaledonii).